# 王皓 (乒乓球运动员)
王皓（1983年12月15日—），吉林长春人，中国男子乒乓球運動員。现任中国国家乒乓球队男队主教练。

## 资料
王皓的身高是1.75米，體重78公斤，打法是右手直拍弧圈结合快攻，特点是用球拍的反面击球，亦即直拍横打。能反面彈打、快拉，甚至遠檯反拉。拧拉技术也相当娴熟。他是近年新興直拍打法的代表人物，與馬琳、王勵勤並稱「男乒三虎」，在2011年8月世界排名第一。

## 技術特點
王皓是右手中國式直拍弧圈结合兩面快攻打法选手。其技术十分全面，打法稳中带凶，正手抢拉、抢攻意识强，威力大。作为直板选手，他的反手直拍横打技术已经日臻完善、运用娴熟，有超强的杀伤力，经典之作是北京奥运会男单半决赛，以直拍反手力压当年横拍反手天下第一的瑞典老将約爾根·佩爾森。

## 職業生涯

### 2000年前
1998年 全国少年锦标赛男子单打排名第6。
1999年 世界俱乐部男子团体得到冠军，又于亚洲少年锦标赛中的团体項目夺冠，並且取男双和男单項目的亚军。

### 2000年
2000年 世界俱乐部团体項目亚军。

### 2001年
2001年 在九运会中为吉林贏得男子团体赛金牌。同年参加了5站职业巡回赛，最好成绩是中国公开赛男单8强和日本公开赛男双冠军。

### 2002年
2002年 这是王皓取得突破的一年。全年参加6站职业巡回赛，获得埃及和荷兰公开赛两站男单冠军，并打入中国公开赛男单半决赛；男双比赛分别两次打入半决赛和两次打入8强。年底的国际乒联职业巡回赛总决赛上进入男单四强。这一年，王皓世界排名进入前20。

### 2003年
2003年 王皓第一次参加世乒賽，获得男双亚军，混双季军，并在男单比赛中打入16强。同年第一次参加男单世界杯比赛，进入8强。全年参加6站职业巡回赛，在克罗地亚公开赛男单項目得冠軍、丹麦、瑞典公开赛中得男双項目冠軍、中国公开赛男单和男双亚军，年底国际乒联总決賽贏得男单項目的冠军。王皓还在亚洲錦標賽中获得男团、男单項目冠軍，男双季军。这一年，王皓世界排名进入前10。

### 2004年
2004年 王皓第一次参加世乒賽团体赛，决赛第一场3－0轻取德国波尔，帮助中国队夺冠。他的出色表现最终挤掉孔令辉，获得参加雅典奥运的资格，打入男单决赛，但是在比赛中意外的輸給了韩国选手柳承敏，奥运会后参加了男单世界杯比赛，获得第三名。全年参加了6站职业巡回赛，在希腊公开赛中夺得男单冠军和男双亚军、韩国公开赛男单亚军和男双冠军，在两次中国公开赛中获得两次男单亚军和一次男双冠军。年底的巡回赛总决赛获得男单亚军和男双冠军。奥运会的失利使得王皓开始改进正手并进一步完善直拍横打。虽然奥运会失利，王皓这一年的表现使得他首次排入世界前4，而且全年大部分时间都是排名世界前3，在12月的国际乒联排名中首次名列第一。

### 2005年
2005年 这是王皓技术改进的一年，代价就是成绩的下滑，全年参加4次职业巡回赛，只在卡塔尔公开赛获得一次男双冠军，没有参加年底的总决赛。在世乒賽中，王皓再次止步男单16强，但是男双决赛和孔令辉配合获得冠军，这是他个人第一个单项世界冠军。同年，王皓还是打进了十运会的男单决赛，但是0:4负于上海队的王励勤，几天后在比利时举行的男子乒乓球世界杯赛中以3:4不敌德国的蒂莫·波尔，获得亚军。

### 2006年
2006年 这是王皓卷土重来的一年。首先在第48届世乒赛再次获得男子团体冠军，决赛中又一次以3－0打响头阵。接着在10月3日的巴黎世界杯乒乓球赛决赛中3：4不敌马琳，再次屈居世界杯亚军。随后的多哈亚运会上，王皓获得男团冠军，并在男单决赛击败马琳首次获得大型运动会男单冠军。王皓还在亚洲杯比赛中卫冕男单冠军。王皓全年参加5站职业巡回赛，获斯洛文尼亚站男单冠军，克罗地亚站、卡塔尔站男双冠军，并年底总决赛中第二次获得男单冠军。这时的王皓的直拍横打已经发展到能压制横拍反手的地步，同时正手杀伤力和相持能力都有了很大的提高。

### 2007年
2007年 这是王皓确定自己世界顶尖选手地位的一年。他首先在世乒赛男单比赛中第一次打入四强，同时获得男双亚军。在秋天的男团世界杯比赛中帮助中国队取得冠军，并在男单世界杯比赛中，以两个4－0分别在半决赛击败德国的蒂莫·波尔和在决赛中战胜韩国选手柳承敏，首次在三大赛（世界锦标赛，奥运会和世界杯单打比赛）中获得男单冠军。全年参加8站职业巡回赛，获得4次男单冠军，6次男双冠军，两次男单亚军和一次男双亚军。在年底总决赛中获得男单和男双的亚军。同年获得国际乒联冠军赛的男单冠军。2007年10月的国际乒联排名中，王皓名列第一。

### 2008年
2008年王皓首先在年初的世乒赛团体赛中帮助中国队卫冕冠军。接着在北京奥运会获得男子团体冠军。8月23日，在北京奧運會男子乒乓球單打準決賽上，以4比1擊敗瑞典選手佩爾森，晉級決賽，但在決賽以1:4敗給隊友馬琳，連續兩屆屈居第二，取得銀牌。奥运会后的男子世界盃決賽上以4比1擊敗德國名將蒂莫·波爾，卫冕男单冠軍。同年（2009年初的比赛）卫冕国际乒联冠军赛的男单冠军。王皓全年参加6站职业巡回赛，获得一次男单冠军3次男单亚军和2次男双冠军，并在总决赛中获得男单亚军。王皓在这两年里对外国选手的比赛几乎保持全胜，他和馬琳，王励勤一起，缔造了历史上最强大的中国乒乓球队，彻底统治了21世纪乒坛的第一个10年。

### 2009年
2009年王皓参加日本橫濱世乒赛的單打及雙打比賽，兩項均奪得冠軍。在單打決賽中，他以4:0戰勝隊友兼三屆冠軍王励勤，首度獲得世乒赛的單打冠軍殊榮。王皓随后在第11届全运会男单决赛击败马龙获得冠军。11月，作为卫冕冠军，他却未能参加世界杯赛，从此开始发福，状态急剧下降。12月，王皓继续排名世界第一，打破了王励勤保持的连续26个月排名第一的纪录。

### 2010年
2010年王皓参加世乒赛团体赛，获得冠军，但是由于状态一般，决赛未能出场。下半年，王皓结束将近一年的低迷，在世界杯单打决赛中击败队友张继科，第三次获得冠军。当年的亚运会，王皓在男单决赛中不敌马龙。同年的世界杯团体赛，王皓决赛出场，击败韩国的郑荣轵，随中国队获得冠军。

### 2011年
2011年王皓在世乒赛男单决赛中负于张继科，未能卫冕冠军，不过这也是他第九次打入三大赛的男单决赛，超过马琳，追平瓦尔德内尔的纪录。11月，王皓参加世界杯团体赛，虽获冠军，但是在对德国队的半决赛中，1－3不敌奥恰罗夫，第一次在大赛的团体赛中单打失利，结束了7年多的不败纪录。

### 2012年
2012年倫敦奧運男子單打決賽中，王皓于决赛中1:4负于张继科，連續三屆奧運會獲得男單亞軍。而在隨後進行的男團比賽中，王皓與張繼科、馬龍合作，于決賽中3:0橫掃韓國隊，再次獲得奧運會男團冠軍。

### 2013年
2013年世界乒乓球錦標賽，王皓連續第三次在男單比賽中打進決賽，而對手是衛冕冠軍張繼科，最終以2:4失利，又一次獲得男單亞軍。

### 2014年
2014年12月20日晚，在队友郝帅为儿子办的百天宴上，王皓正式宣布了自己退出国家队的消息。

## 王皓创造的世界乒坛的纪录
1. 连续27个月世界排名第一（2007年10月－2009年12月）。
2. 连续四年打入男单世界杯的决赛：2005,2006,2007和2008年。
3. 连续六次打入男单世界杯的决赛：2005,2006,2007,2008,2010年,2011年<2009年未参赛>。
4. 连续三次获得男单世界杯冠军：2007,2008,2010年<2009年未参赛>。
5. 六次打入男单世界杯的决赛的纪录：2005,2006,2007,2008,2010和2011年。马琳曾4次进入决赛（2000,2003,2004和2006年）
6. 连续7次获得男单世界杯的前三名的纪录：2004,2005,2006,2007,2008,2010和2011年<2009年未参赛>。江嘉良曾连续五次进入前三名（1984,1985,1986,1987和1988年）
7. 连续三次打入奥运会的男单决赛：2004,  2008 和 2012 年。之前还没有人能连续三次进入奥运会男单决赛
8. 7年间6次打入国际乒联职业巡回赛总决赛的男单的前四名:2002,2003,2004,2006,2007和2008年
9. 从2004年世界乒乓球锦标赛团体赛开始，到2011年世界杯团体赛，在代表中国队的团体比赛中，无论比赛大小，保持全胜并夺得所有冠军 (2004，2006，2008，2010年世乒赛团体赛，2007，2010年世界杯团体赛，2008年奥运会团体赛，2006和2010年亚运会，以及大小亚洲级团体比赛)。
10. 目前为止，12次打入三大赛的男单决赛（3次世乒赛，6次世界杯，3次奥运会），创造空前绝后的历史第一（超越马龍的10次，瓦尔德内尔的9次和马琳的8次）。

## 王皓职业生涯统计
| 年份                         | 2001   | 2002   | 2003   | 2004 | 2005   | 2006   | 2007   | 2008   | 2009   | 2010   | 2011   | 2012   | 2013   | 2014   |
| ---------------------------- | ------ | ------ | ------ | ---- | ------ | ------ | ------ | ------ | ------ | ------ | ------ | ------ | ------ | ------ |
| 世界乒乓球锦标赛             |        |        |        |      |        |        |        |        |        |        |        |        |        |        |
| 男子团体                     | 未参加 | －－   | －－   | 冠军 | －－   | 冠军   | －－   | 冠军   | －－   | 冠军   | －－   | 冠军   | －－   | 冠军   |
| 男子单打                     | 未参加 | －－   | 16强   | －－ | 16强   | －－   | 4强    | －－   | 冠军   | －－   | 亚军   | －－   | 亚军   | －－   |
| 男子双打                     | 未参加 | －－   | 亚军   | －－ | 冠军   | －－   | 亚军   | －－   | 冠军   | －－   | 季军   | －－   | －－   | －－   |
| 混合双打                     | 未参加 | －－   | 季军   | －－ | 8强    | －－   | 未参加 | －－   | 未参加 | －－   | 未参加 | －－   | －－   | －－   |
| 世界杯乒乓球赛               |        |        |        |      |        |        |        |        |        |        |        |        |        |        |
| 男子团体                     | －－   | －－   | －－   | －－ | －－   | －－   | 冠军   | －－   | 未参加 | 冠军   | 冠军   | －－   | 冠軍   | －－   |
| 男子单打                     | 未参加 | 未参加 | 8强    | 季军 | 亚军   | 亚军   | 冠军   | 冠军   | 未参加 | 冠军   | 亚军   | 未参加 | 未参加 | 未参加 |
| 奥运会乒乓球赛               |        |        |        |      |        |        |        |        |        |        |        |        |        |        |
| 男子团体                     | －－   | －－   | －－   | －－ | －－   | －－   | －－   | 冠军   | －－   | －－   | －－   | 冠军   | －－   | －－   |
| 男子单打                     | －－   | －－   | －－   | 亚军 | －－   | －－   | －－   | 亚军   | －－   | －－   | －－   | 亚军   | －－   | －－   |
| 男子双打                     | －－   | －－   | －－   | 16强 | －－   | －－   | －－   | －－   | －－   | －－   | －－   | －－   | －－   | －－   |
| 国际乒联职业巡回赛总决赛     |        |        |        |      |        |        |        |        |        |        |        |        |        |        |
| 男子单打                     | 未参加 | 季军   | 冠军   | 季军 | 未参加 | 冠军   | 亚军   | 亚军   | 未参加 | 未参加 | 季军   | 亚军   | 8強    | 未参加 |
| 男子双打                     | 未参加 | 未参加 | 未参加 | 亚军 | 未参加 | 未参加 | 亚军   | 未参加 | 未参加 | 未参加 | 亚军   | 未参加 | 未参加 | 未参加 |
| 亞洲運動會乒乓球比賽         |        |        |        |      |        |        |        |        |        |        |        |        |        |        |
| 男子团体                     | －－   | 未参加 | －－   | －－ | －－   | 冠军   | －－   | －－   | －－   | 冠军   | －－   | －－   | －－   | 未参加 |
| 男子单打                     | －－   | 未参加 | －－   | －－ | －－   | 冠军   | －－   | －－   | －－   | 亞军   | －－   | －－   | －－   | 未参加 |
| 男子双打                     | －－   | 未参加 | －－   | －－ | －－   | 季军   | －－   | －－   | －－   | 冠军   | －－   | －－   | －－   | 未参加 |
| 混合双打                     | －－   | 未参加 | －－   | －－ | －－   | 未参加 | －－   | －－   | －－   | 未参加 | －－   | －－   | －－   | 未参加 |
| 国际乒联职业巡回赛分站冠军数 |        |        |        |      |        |        |        |        |        |        |        |        |        |        |
| 男子单打                     | 0      | 2      | 1      | 1    | 0      | 1      | 4      | 1      | 1      | 0      | 1      | 1      | 0      | 0      |
| 男子双打                     | 1      | 0      | 2      | 2    | 1      | 3      | 6      | 2      | 1      | 1      | 3      | 1      | 1      | 2      |
| 年份                         | 2001   | 2002   | 2003   | 2004 | 2005   | 2006   | 2007   | 2008   | 2009   | 2010   | 2011   | 2012   | 2013   | 2014   |

## 家庭生活
王皓於2013年與當時是中国总政歌舞团的一名舞蹈演员闫博雅結婚，同年10月30日，儿子王睿庭出生，重7斤2两，小名叫乐天。
2017年4月8日清晨7點28分，重8斤半的二兒子出生，王皓即在1小時後的個人微博上公佈。